# VTV Đặc biệt
VTV Đặc biệt là một dự án sản xuất các chương trình đặc biệt của Đài Truyền hình Việt Nam, và là phiên bản Việt của chương trình NHK Special của Đài NHK, được phát sóng vào khung giờ vàng trên VTV1 và các kênh khác của Đài Truyền hình Việt Nam, bắt đầu từ tháng 1 năm 2015. Mỗi chương trình là một phim tài liệu nói về một vấn đề từ chính trị, kinh tế, văn hóa, xã hội,...
Không giống như các chương trình khác của VTV, VTV Đặc biệt có thể do một hoặc bất kỳ đơn vị nào thuộc VTV sản xuất. Mỗi tập phát sóng sẽ do một đơn vị đảm nhận việc sản xuất.
Thời gian đầu, dự án được sản xuất với tần suất mỗi tháng một số. Từ năm 2021, dự án được chuyển sang hình thức sản xuất tùy theo thời gian hoặc sự kiện cụ thể. 

## Danh sách chương trình
Lưu ý: Các chương trình phát lại được in nghiêng, và không được tính là một tập phát sóng của VTV Đặc biệt.

### Năm 2015
| Tập | Tháng | Tên chương trình                                  | Ngày phát sóng | Dẫn chuyện/Nhân vật chính/Diễn viên chính                                                 | Nội dung | Sản xuất bởi                                                    |
| --- | ----- | ------------------------------------------------- | -------------- | ----------------------------------------------------------------------------------------- | --- | --------------------------------------------------------------- |
| 1   | 1     | Không thể lãng quên                               | 10 tháng 1     | Trần Hương Linh                                                                           | Cuộc sống của những người dân tại Aceh và Phuket, hai vùng đất bị tàn phá nặng nề bởi thảm họa sóng thần lịch sử 10 năm trước. | Ban Thời sự                                                     |
| 2   | 2     | Bản hòa tấu Sơn Đoòng                             | 14 tháng 2     | Vũ Hoài Nam, Quản Vân Anh                                                                 | Những kiến thức khoa học kỳ thú về quá trình hình thành hang, lịch sử cư trú của các loài động thực vật và về những con người đã phát hiện, gắn bó, bảo tồn, giữ gìn hang Sơn Đoòng - hang động được xem là kỳ vĩ và hiểm trở bậc nhất Việt Nam.                                | Ban Khoa giáo                                                   |
| 3   | 3     | MH370 - Hành trình chưa kết thúc                  | 7 tháng 3      | Lê Anh Phương, Nguyễn Thị Ngân, Ngọc Huy, Trần Thị Minh Trang                             | Công việc tìm kiếm và đi tìm sự thật của người thân các nạn nhân trên chuyến bay mất tích bí ẩn MH370 của hãng hàng không Malaysia Airlines. | Ban Thời sự                                                     |
| 4   | 4     | Chiến tranh Việt Nam - Những cuộc đàm phán bí mật | 30 tháng 4     | Nguyễn Hữu Chiến Thắng                                                                    | Phim của đạo diễn nổi tiếng người Pháp Daniel Roussel, kể lại những câu chuyện về những cuộc đàm phán bí mật giữa cố vấn đặc biệt Lê Đức Thọ và Ngoại trưởng Mỹ Henry Kissinger từ năm 1970–1973 tại Choisy-le-Roi, Gif-sur-Yvette và Saint-Nom-la-Bretèche.                    | Trung tâm Quảng cáo và Dịch vụ Truyền hình, Ban Thư ký Biên tập |
| 5   | 5     | Hồ Chí Minh - Bài ca tự do                        | 19 tháng 5     | Lê Chức, Mỹ Hạnh                                                                          | Sức lan tỏa của tư tưởng Hồ Chí Minh đến khát vọng và nỗ lực đấu tranh cho tự do, bình đẳng của các dân tộc trên thế giới. | Ban Thanh thiếu niên                                            |
| 6   | 6     | Những đứa con của cuộc chiến                      | 27 tháng 6     | Trần Ngọc Bích, Tạ Quỳnh Tư, Trần Thu Hà, Cao Quang Toàn                                  | Câu chuyện về những người con lai mang hai dòng máu Việt - Mỹ được sinh ra trong thời kì Chiến tranh Việt Nam. | Ban Truyền hình Đối ngoại                                       |
| 7   | 7     | Kỷ vật chiến tranh                                | 25 tháng 7     | Tào Thị Thanh Xuân, Lê Minh, Trần Thu Hà, Nguyễn Thị Yến, Lê Trọng Đức, Nguyễn Hoàng Hiền | Hành trình trở về của những đồ vật vô tri vô giác nhưng mang lại cảm xúc đặc biệt cho những người lính năm xưa. | Ban Truyền hình Đối ngoại                                       |
| 8   | 8     | Phim ca nhạc Khát vọng bình yên                   | 31 tháng 8     | Ca sĩ Hà Linh, biên đạo múa Thanh Nam                                                     | Lấy ý tưởng từ ca khúc "Miền xa thẳm", bộ phim ca nhạc kể về mối tình lãng mạn giữa nữ thanh niên xung phong tên Linh và anh giải phóng quân tên Nam giữa bối cảnh chiến tranh khốc liệt, qua đó gửi gắm thông điệp về khát vọng sống, khát vọng hòa bình của dân tộc.          | Ban Văn nghệ                                                    |
| 9   | 9     | Dấu ấn Bản Tuyên ngôn                             | 1 tháng 9      | NSƯT Phú Thăng, Kim Oanh                                                                  | Những ý nghĩa lớn lao, không chỉ mang tính lịch sử mà còn mang giá trị thời đại và tầm cỡ quốc tế của bản Tuyên ngôn độc lập khai sinh ra nước Việt Nam Dân chủ cộng hòa. | Trung tâm phim Tài liệu và Phóng sự                             |
| 10  | 10    | Trường học vui vẻ                                 | 24 tháng 10    | Beatboxer Minh Kiên, Trần Hồng Ngọc                                                       | Giới thiệu những chương trình của kênh truyền hình giáo dục quốc gia VTV7: Học lịch sử thật tuyệt và Khám phá khoa học - Những thí nghiệm khổng lồ. | Ban Sản xuất các Chương trình Giáo dục                          |
| 11  | 12    | Hành trình của sự sống và cái chết                | 19 tháng 12    | Lê Thị Bình, Đinh Quỳnh Anh                                                               | Hành trình di cư tìm sự sống của những người dân Syria, Libya,...; lột tả sự khốc liệt, tội ác tột cùng của chiến tranh; nhưng trong những bi thương, đau đớn không thể tưởng tượng, vẫn có những người anh hùng với lòng tốt của họ, khiến người ta có niềm tin vào cuộc sống. | Trung tâm Tin tức VTV24                                         |

### Năm 2016
| Tập | Tháng | Tên chương trình                                | Ngày phát sóng | Dẫn chuyện/Nhân vật chính/Diễn viên chính                       | Nội dung | Sản xuất bởi                                                      |
| --- | ----- | ----------------------------------------------- | -------------- | --------------------------------------------------------------- | --- | ----------------------------------------------------------------- |
|     | 2     | Hành trình của sự sống và cái chết              | 27 tháng 2     | Đã phát sóng trong chương trình tháng 12 năm 2015.              | Đã phát sóng trong chương trình tháng 12 năm 2015.                                                                               | Đã phát sóng trong chương trình tháng 12 năm 2015.                |
| 12  | 3     | Hành trình của sự sống và cái chết - Phần 2     | 5 tháng 3      | Trần Hạnh Phúc, Lê Thị Bình, Đinh Quỳnh Anh, Vân Anh, Hữu Quảng | Những câu chuyện của ekip thực hiện cùng những hình ảnh về cuộc di cư lớn nhất trong lịch sử loài người.                         | Trung tâm Tin tức VTV24                                           |
| 13  | 4     | Tôi đẹp...Bạn cũng thế                          | 16 tháng 4     | MC Thảo Vân và những người phụ nữ khác                          | Câu chuyện về những người phụ nữ khuyết tật và show thời trang của họ.                                                           | Ban Sản xuất các Chương trình Giải trí                            |
|     | 5     | Hồ Chí Minh - Bài ca tự do                      | 14 tháng 5     | Đã phát sóng trong chương trình tháng 5 năm 2015.               | Đã phát sóng trong chương trình tháng 5 năm 2015.                                                                                | Đã phát sóng trong chương trình tháng 5 năm 2015.                 |
| 14  | 7     | Ký sự Syria - Góc nhìn từ phía trong cuộc chiến | 23 tháng 7     | Lê Bình, Vân Anh, Phương My                                     | Câu chuyện về cuộc nội chiến tại Syria.                                                                                          | Trung tâm Tin tức VTV24                                           |
| 15  | 9     | Những người ở lại trong lòng đất                | 2 tháng 9      | Lê Nguyên Thiêm, Nguyễn Vy Trang, Rory Martin Taylor            | Câu chuyện về tinh thần dũng cảm, nghị lực phi thường của con người Vịnh Mốc qua trải nghiệm của 3 nhân vật trong 2 ngày đêm.    | Ban Thanh thiếu niên                                              |
| 16  | 10    | Đêm trắng                                       | 16 tháng 10    | Hà Thu Hằng, Phùng Nguyệt Hà                                    | Khắc họa hình ảnh nước Nga hiện tại, một nước Nga đã thay đổi rất nhiều cùng với số phận người Việt sinh sống tại Liên bang Nga. | Ban Thời sự, Ban Thanh thiếu niên, Cơ quan thường trú VTV tại Nga |
| 17  | 11    | Đường đến trường - Không lùi bước               | 19 tháng 11    | Các em nhỏ ở Ninh Thuận, Bình Thuận, Kiên Giang và TP.HCM       | Những câu chuyện về nghị lực vượt qua khó khăn để đến với con chữ của các em nhỏ.                                                | Ban Sản xuất các Chương trình Giáo dục                            |
|     | 12    | Sống trong lòng đất                             | 10 tháng 12    | Đã phát sóng trong chương trình tháng 9 năm 2016                | Đã phát sóng trong chương trình tháng 9 năm 2016                                                                                 | Đã phát sóng trong chương trình tháng 9 năm 2016                  |
| 18  | 12    | Việt Nam tim tôi                                | 17 tháng 12    | Những người phụ nữ Việt Nam                                     | Câu chuyện của những người phụ nữ Việt Nam.                                                                                      | Trung tâm THVN tại Thành phố Hồ Chí Minh, Ban Hợp tác quốc tế     |

### Năm 2017
| Tập | Tháng | Tên chương trình                                                   | Ngày phát sóng | Dẫn chuyện/Nhân vật chính/Diễn viên chính | Nội dung | Sản xuất bởi                                  |
| --- | ----- | ------------------------------------------------------------------ | -------------- | --- | --- | --------------------------------------------- |
| 19  | 1     | Hai đứa trẻ                                                        | 7 tháng 1      | Bé Thìn và gia đình bố mẹ nuôi | Câu chuyện có thật về hai đứa trẻ phải đối diện với cuộc đời khác hẳn sau biến cố bị trao nhầm cha mẹ ngay từ lúc lọt lòng gần 4 năm trước | Trung tâm phim Tài liệu và Phóng sự           |
| 20  | 1     | Dưới bầu trời xa cách                                              | 22 tháng 1     | Đào Quang Sự, Miyagi Karin | | Trung tâm Sản xuất Phim truyền hình Việt Nam  |
| 21  | 2     | Giấc mơ bay                                                        | 18 tháng 2     | Khả Ái | Nỗ lực của một gia đình với hành trình giúp cô con gái tên Khả Ái, bị khiếm thính bẩm sinh, có thể biết nói và đi học như mọi đứa trẻ khác. | Ban Sản xuất các Chương trình Giải trí        |
| 22  | 3     | Chị gái                                                            | 18 tháng 3     | Pia | Câu chuyện về cuộc sống, suy nghĩ của Pia, một cô bé 8 tuổi người dân tộc Hà Nhì, sống ở thôn Mò Phú Chải, Y Tý, Lào Cai. | Ban Sản xuất các Chương trình Giáo dục        |
| 23  | 5     | Nguyễn Ái Quốc - Ẩn số của nước Pháp                               | 18 tháng 5     | NSƯT Tiến Hợi, Khánh Minh, Thu Hà, Hải Nam, Lê Minh, Đức Minh, Hoàng Linh, Văn Nam, Minh Hiếu, Quỳnh Liên, Francois Triệu                    | Giới thiệu về hoạt động của Nguyễn Ái Quốc - Hồ Chí Minh tại Pháp, vén màn một số bí ẩn của Người. | Ban Truyền hình Đối ngoại                     |
| 24  | 6     | Ngục trong rừng                                                    | 17 tháng 6     | Lê Phong, Hồng Nhung, Phương Anh, Thúy Hằng, Đức Minh, Hải Nam, Khánh Minh, Thanh Tùng, Thái Tần, Đức Toàn, Vân Huyền, Thu Phương, Thùy Linh | Câu chuyện cuộc sống của những người tù An Nam trên mảnh đất Guyane thuộc Pháp. | Ban Truyền hình Đối ngoại                     |
| 25  | 7     | Sống và kể lại                                                     | 22 tháng 7     | Nguyễn Ngọc Ánh, Ngô Ngọc Huy | Câu chuyện về 81 ngày đêm bảo vệ Thành cổ của các chiến sĩ quân đội nhân dân Việt Nam; tái hiện phần nào sự khốc liệt, những hy sinh và cả ký ức trong thời bình. | Trung tâm phim Tài liệu và Phóng sự           |
| 26  | 8     | Hành trình bất tận                                                 | 12 tháng 8     | Victor Yannacone, James Wachtendonks, Sukie Wachtendonks, Fred Wilcox                                                                        | Những bí mật lần đầu được hé lộ đằng sau vụ kiện chất độc da cam của các cựu chiến binh Mỹ năm 1979 và của các nạn nhân da cam Việt Nam năm 2004. | Ban Truyền hình Đối ngoại                     |
| 27  | 9     | Ngọn đuốc thế kỷ                                                   | 2 tháng 9      | Phú Thăng, Mẫn Thanh, Nguyễn Nghiêm Nhan, Nguyễn Thị Yến, Nguyễn Minh Hiếu, Dương Văn Thành                                                  | Theo dấu chân Chủ tịch Hồ Chí Minh từ ngày còn là chàng thanh niên 21 tuổi xuyên lục địa tìm đường cứu nước đến khi tìm ra Đường Kách Mệnh tìm được lối đi để giải phóng dân tộc | Trung tâm phim Tài liệu và Phóng sự           |
| 28  | 10    | Ánh sáng tháng Mười                                                | 29 tháng 10    | Hà Thu Hằng | Diễn biến cuộc cách mạng và bối cảnh lịch sử dẫn đến cuộc Cách mạng tháng Mười. | Ban Thời sự, Trung tâm THVN tại Liên bang Nga |
| 29  | 11    | Thầy cô chúng ta đã thay đổi - Trường học là sự tôn trọng          | 18 tháng 11    | 8 thầy cô giáo của chương trình | 8 thầy cô giáo với 8 câu chuyện, 8 hành trình khác nhau nhưng họ cùng mong muốn đi tìm ý nghĩa đích thực của công việc dạy học, đi tìm bí mật giúp tạo nên một lớp học hạnh phúc. | Ban Sản xuất các Chương trình Giáo dục        |
| 30  | 12    | Thầy cô chúng ta đã thay đổi - Mỗi ngày đến trường là một ngày vui | 2 tháng 12     | 8 thầy cô giáo của chương trình | | Ban Sản xuất các Chương trình Giáo dục        |
| 31  | 12    | Tám thế kỷ vọng cố hương                                           | 16 tháng 12    | Ông Lý Xương Căn - hậu duệ đời thứ 31 của vua Lý Thái Tổ                                                                                     | Câu chuyện về dòng họ Lý gốc Việt nhập cư vào Hàn Quốc, có nhiều đóng góp cho tổ quốc thứ hai của mình trong nhiều thế kỷ; tuy nhiên, trải qua một thời gian dài, nhiều người trong số họ vẫn hướng về nguồn cội, nhớ tới gốc gác của mình và nuôi dưỡng việc hiện thực hóa ước vọng của tổ tiên, đó là tìm được về với Việt Nam. | Trung tâm Phim tài liệu và Phóng sự           |

### Năm 2018
| Tập | Tháng | Tên chương trình                 | Ngày phát sóng | Dẫn chuyện/Nhân vật chính/Diễn viên chính         | Nội dung | Sản xuất bởi                                                                  |
| --- | ----- | -------------------------------- | -------------- | ------------------------------------------------- | --- | ----------------------------------------------------------------------------- |
| 32  | 1     | Về quê hương mẹ                  | 13 tháng 1     | BTV Mỹ Linh và những người con lai Việt - Pháp    | Kể về cuộc sống của những đứa trẻ lai Việt - Pháp, là hậu quả của cuộc chiến từ hơn 50 năm trước, qua đó bộ phim cho thấy tình yêu tha thiết của những đứa trẻ xa quê hướng về đất mẹ Việt Nam và cả những trăn trở đau đáu của họ về nguồn gốc, bản sắc của mình | Ban Sản xuất các Chương trình Giải trí                                        |
| 33  | 3     | Miền đất hứa                     | 17 tháng 3     |                                                   | Câu chuyện về thân phận làm chui của những lao động bất hợp pháp Việt Nam tại Đài Loan. | Trung tâm Phim tài liệu và Phóng sự                                           |
|     | 4     | Sống trong lòng đất              | 20 tháng 4     | Đã phát sóng trong chương trình tháng 9 năm 2016. | Đã phát sóng trong chương trình tháng 9 năm 2016. | Đã phát sóng trong chương trình tháng 9 năm 2016.                             |
| 34  | 6     | Cuộc đua                         | 2 tháng 6      | Cựu danh thủ Nguyễn Hồng Sơn                      | Số phận đặc biệt của những nhà vô địch thế giới, những niềm tự hào làm nên diện mạo của thể thao Việt Nam. | Ban Khoa giáo                                                                 |
| 35  | 7     | Học sao cho tốt                  | 7 tháng 7      |                                                   | Sự trải nghiệm những phương pháp học tập thông minh của ba học sinh đang gặp bế tắc trong học tập, cụ thể là môn Toán. Họ mong muốn thay đổi phương pháp để cảm thấy hứng thú hơn trong học tập.                                                                  | Ban Sản xuất các Chương trình Giáo dục                                        |
|     | 7     | Sống và kể lại                   | 7 tháng 7      | Đã phát sóng trong chương trình tháng 7 năm 2017  | Đã phát sóng trong chương trình tháng 7 năm 2017 | Đã phát sóng trong chương trình tháng 7 năm 2017                              |
|     | 9     | Hồ Chí Minh - Bài ca tự do       | 1 tháng 9      | Đã phát sóng trong chương trình tháng 5 năm 2015  | Đã phát sóng trong chương trình tháng 5 năm 2015 | Đã phát sóng trong chương trình tháng 5 năm 2015                              |
|     | 9     | Dấu ấn bản Tuyên ngôn            | 2 tháng 9      | Đã phát sóng trong chương trình tháng 9 năm 2015  | Đã phát sóng trong chương trình tháng 9 năm 2015 | Đã phát sóng trong chương trình tháng 9 năm 2015                              |
|     | 9     | Khát vọng bình yên               | 2 tháng 9      | Đã phát sóng trong chương trình tháng 8 năm 2015  | Đã phát sóng trong chương trình tháng 8 năm 2015 | Đã phát sóng trong chương trình tháng 8 năm 2015                              |
| 36  | 9     | Những cuộc gặp trong tù          | 29 tháng 9     |                                                   | Câu chuyện của những phạm nhân đang chấp hành án phạt tù từ 5 năm đến chung thân tại nhiều trại giam trên cả nước. Dù có hoàn cảnh khác nhau nhưng họ cùng chung một nỗi đau xa gia đình, xa con cái.                                                             | Ban Thanh thiếu niên                                                          |
| 37  | 10    | Ranh giới nào cho tiểu vũ trụ    | 27 tháng 10    |                                                   | Khai phá những tiềm năng bí ẩn của con người, tập trung xoay quanh một số nhân vật nổi bật. | Trung tâm Phim tài liệu và Phóng sự                                           |
| 38  | 11    | Đối diện                         | 24 tháng 11    | Bob Judson, Joe & Donna Muharsky, John Teschner   | Hành trình trở lại Việt Nam lần đầu tiên sau 50 năm của hai cựu chiến binh Mỹ. | Ban Sản xuất các chương trình Giải trí, hợp tác với Đại học Bang Georgia, Mỹ. |
| 39  | 12    | Bạn có thấy điều tôi thấy?       | 1 tháng 12     |                                                   | Câu chuyện về những người khiếm thị xuyên suốt 4 tỉnh, thành phố Kiên Giang, Phú Yên, Hà Nội, Hà Giang. | Ban Truyền hình Đối ngoại                                                     |
| 40  | 12    | Những kẻ mộng mơ                 | 15 tháng 12    |                                                   | Gặp gỡ những nghệ sĩ xiếc đường phố cùng những câu chuyện ít được biết tới. | Ban Sản xuất các Chương trình Giáo dục                                        |
| 41  | 12    | Những cuộc gặp trong tù - Phần 2 | 20 tháng 12    |                                                   | Câu chuyện của những phạm nhân đang chấp hành án phạt tù từ 5 năm đến chung thân tại nhiều trại giam trên cả nước. Dù có hoàn cảnh khác nhau nhưng họ cùng chung một nỗi đau - nỗi đau xa gia đình, xa con cái.                                                   | Ban Thanh thiếu niên                                                          |

### Năm 2019
| Tập | Tháng | Tên chương trình                     | Ngày phát sóng | Dẫn chuyện/Nhân vật chính/Diễn viên chính                                                                                            | Nội dung | Sản xuất bởi                                                                  |
| --- | ----- | ------------------------------------ | -------------- | --- | --- | ----------------------------------------------------------------------------- |
| 42  | 1     | Mẹ Hương                             | 12 tháng 1     | Trần Thị Thanh Hương | Câu chuyện về bà Trần Thị Thanh Hương, mẹ của những đứa con tật nguyền tại mái ấm Thiện Giao. | Trung tâm Phim tài liệu và Phóng sự                                           |
|     | 1     | Bạn có thấy điều tôi thấy            | 30 tháng 1     | Đã phát sóng trong chương trình tháng 12 năm 2018                                                                                    | Đã phát sóng trong chương trình tháng 12 năm 2018 | Đã phát sóng trong chương trình tháng 12 năm 2018                             |
|     | 2     | Nguyễn Ái Quốc - Ẩn số của nước Pháp | 3 tháng 2      | Đã phát sóng trong chương trình tháng 5 năm 2017                                                                                     | Đã phát sóng trong chương trình tháng 5 năm 2017 | Đã phát sóng trong chương trình tháng 5 năm 2017                              |
| 43  | 3     | Chông chênh                          | 13 tháng 3     | | Xoay quanh thân phận của những cô dâu Việt tại Đài Loan (Trung Quốc) không có giấy tờ tùy thân hoặc đã cắt quốc tịch Việt Nam. Tình trạng đó đẩy những người phụ nữ này vào cảnh bơ vơ nơi xứ người. | Trung tâm Phim tài liệu và Phóng sự                                           |
| 44  | 3     | Tôi là 00100                         | 20 tháng 3     | Trần Việt Hoàng | Thay vì một chương trình đề tài kinh tế số có phần khô khan, Tạp chí Kinh tế Đặc biệt Tết Kỷ Hợi được chuyển thể thành một sản phẩm đậm chất điện ảnh xoay quanh Nền Kinh tế Dữ liệu, trong đó đề cập đến 4 đối tượng chính: Công Dân Số, Doanh Nghiệp, Ngân hàng Dữ liệu của Công ty/Tập đoàn dữ liệu và Ngân hàng Dữ liệu của Chính quyền. | Trung tâm Tin tức VTV24                                                       |
| 45  | 4     | Hai nửa thế giới                     | 24 tháng 4     | | Những khía cạnh ít biết trong cuộc sống cộng đồng người Việt tại Mỹ. | Ban Truyền hình Đối ngoại                                                     |
| 46  | 5     | Vòng vây lửa                         | 4 tháng 5      | | Phân tích và đề cập đến vai trò của trận địa chiến hào - yếu tố mấu chốt quyết định chiến thắng lịch sử của dân tộc trong chiến dịch Điện Biên Phủ. | Ban Truyền hình Đối ngoại                                                     |
| 47  | 7     | Đường về                             | 24 tháng 7     | | Câu chuyện xúc động với những hình ảnh chân thực và đầy cảm xúc về chuyện nhầm lẫn hy hữu của hai bà mẹ liệt sĩ có con cùng tên, cùng quê, hi sinh và nhập ngũ cùng năm chỉ khác tên họ và đệm. | Trung tâm Phim tài liệu và phóng sự                                           |
| 48  | 8     | Câu chuyện trăm năm                  | 31 tháng 8     | Quỳnh Liên, Phạm Cường, Mạnh Thắng, Phương Linh, Minh Hằng, Minh Hiếu, Văn Nhân, Việt Anh, Khánh Minh, Hải Nam, Đức Minh, Hoàng Linh | Những góc nhìn mới về cộng đồng người Việt tại Pháp trong một thập niên qua. | Ban Truyền hình Đối ngoại                                                     |
| 49  | 9     | K'Rể                                 | 18 tháng 9     | Quốc Đông | Hành trình thay đổi cuộc sống của cậu bé Đinh Văn K'Rể từ ngày gặp được thầy giáo Đặng Văn Cương - Hiệu trưởng trường tiểu học Sơn Ba. | Ban Khoa giáo                                                                 |
| 50  | 10    | 5500 dặm vượt Thái Bình Dương        | 23 tháng 10    | Lương Ngọc Hà, Vũ Hoài Nam | Khẳng định người Việt Nam nói chung và ngư dân Sầm Sơn nói riêng gắn bó với biển cả từ lâu đời, đã sáng tạo ra một số kỹ thuật, phương tiện đóng góp cho ngành hàng hải thế giới. Người Việt Nam có quyền tự hào về khả năng chinh phục và làm chủ biển cả của mình từ trong lịch sử đến hiện tại.                                           | Trung tâm Phim tài liệu và phóng sự                                           |
| 51  | 12    | Trở lại Việt Nam                     | 18 tháng 12    | Joe & Donna Muharsky, John Teschner                                                                                                  | Đồng hành cùng hai nhân vật có nhiều điểm khác biệt, khai thác sâu những chi tiết về tuổi trẻ đầy khát vọng, hoài bão, tình yêu, để rồi đưa họ về Việt Nam trở lại chiến trường xưa đối diện với những ám ảnh đã theo họ hơn 50 năm. | Ban Sản xuất các chương trình Giải trí, hợp tác với Đại học Bang Georgia, Mỹ. |

### Năm 2020
| Tập | Tháng | Tên chương trình              | Ngày phát sóng | Dẫn chuyện/Nhân vật chính/Diễn viên chính         | Nội dung | Sản xuất bởi                                                          |
| --- | ----- | ----------------------------- | -------------- | ------------------------------------------------- | --- | --------------------------------------------------------------------- |
| 52  | 1     | Park Hang-seo: Chuyện chưa kể | 4 tháng 1      | Park Hang-seo                                     | Cuộc đời và sự nghiệp của Park Hang-seo, huấn luyện viên trưởng Đội tuyển Quốc gia Việt Nam và U-22 Việt Nam. | Ban Sản xuất các Chương trình Thể thao                                |
|     | 4     | Trở lại Việt Nam              | 22 tháng 4     | Đã phát sóng trong chương trình tháng 12 năm 2019 | Đã phát sóng trong chương trình tháng 12 năm 2019 | Đã phát sóng trong chương trình tháng 12 năm 2019                     |
| 53  | 5     | Những chuyến tàu định mệnh    | 9 tháng 5      |                                                   | Lấy ý tưởng từ hình ảnh những chuyến tàu chở người Do Thái tới những trại hủy diệt và cuộc đời của họ đã dừng lại ở ga cuối cùng này.                                                                                       | Trung tâm Phim tài liệu và phóng sự                                   |
| 54  | 5     | Giữa những quê hương          | 15 tháng 5     |                                                   | Những người không mang dòng máu Việt nhưng đã cống hiến trọn đời cho đất nước Việt Nam. | Ban Truyền hình Đối ngoại                                             |
| 55  | 7     | Trở về từ vùng dịch           | 1 tháng 7      |                                                   | Hành trình của chuyến bay đặc biệt ngày 7/5/2020 đưa 343 công dân Việt Nam tại Mỹ về nước, khởi hành từ sân bay quốc tế San Francisco và hạ cánh tại sân bay Vân Đồn, Quảng Ninh.                                           | Ban Thời sự, Ban Truyền hình Đối ngoại, Cơ quan thường trú VTV tại Mỹ |
| 56  | 7     | Đi về miền đất lạnh           | 27 tháng 7     | Trần Văn Bản                                      | Câu chuyện về ông Trần Văn Bản - người chiến sỹ bộ đội trở về quê hương sau 5 lần đã được báo tử về gia đình. Sau khi trở về, người chiến sỹ này đã thực hiện những lời hứa của mình với đồng đội.                          | Trung tâm Phim tài liệu và phóng sự                                   |
|     | 8     | Câu chuyện trăm năm           | 12 tháng 8     | Đã phát sóng trong chương trình tháng 8 năm 2019  | Đã phát sóng trong chương trình tháng 8 năm 2019 | Đã phát sóng trong chương trình tháng 8 năm 2019                      |
| 57  | 9     | Còn mãi nhịp đập trái tim     | 23 tháng 9     |                                                   | Những câu chuyện về cuộc sống và sự thay đổi của những người sau cuộc phẫu thuật ghép tim, ở đó những con người có sự thay đổi đáng kinh ngạc sau khi ghép tim.                                                             | Ban Khoa giáo                                                         |
| 58  | 10    | Về đi thôi                    | 21 tháng 10    |                                                   | Đề cập đến thân phận người phụ nữ bị bán sang nước ngoài, từ đó là lời cảnh tỉnh cho những người muốn kiếm tiền và thay đổi cuộc sống nơi xứ người.                                                                         | Trung tâm Phim tài liệu và phóng sự                                   |
|     | 11    | K'Rể                          | 16 tháng 11    | Đã phát sóng trong chương trình tháng 9 năm 2019  | Đã phát sóng trong chương trình tháng 9 năm 2019 | Đã phát sóng trong chương trình tháng 9 năm 2019                      |
| 59  | 12    | Đoạn trường vinh hoa          | 26 tháng 12    |                                                   | Được xây dựng theo tinh thần hướng tới phong cách tài liệu điện ảnh trực tiếp, bộ phim là hành trình theo chân một gánh cải lương tuồng cổ hiếm hoi còn sót lại rong ruổi qua những đình làng, cổ miếu ở các tỉnh miền Tây. | Ban Sản xuất các Chương trình Giải trí                                |

### Năm 2021
| Tập | Tháng | Tên chương trình  | Ngày phát sóng | Dẫn chuyện/Nhân vật chính/Diễn viên chính | Nội dung | Sản xuất bởi                        |
| --- | ----- | ----------------- | -------------- | ----------------------------------------- | --- | ----------------------------------- |
| 60  | 7     | Nẻo đường hội ngộ | 24 tháng 7     |                                           | Những câu chuyện, góc nhìn về quá trình đi tìm mộ liệt sỹ, dựa trên hai phương pháp là thực chứng và giám định ADN.                                                                   | Trung tâm Phim tài liệu và phóng sự |
| 61  | 9     | Ranh giới         | 8 tháng 9      |                                           | Câu chuyện về cuộc chiến sinh tử, giành giật sự sống cho các thai phụ mắc COVID-19.                                                                                                   | Trung tâm Phim tài liệu và phóng sự |
| 62  | 9     | Ngày con chào đời | 22 tháng 9     |                                           | Phần tiếp nối của "Ranh giới", khắc hoạ sâu hơn về những thân phận thai phụ trong khu điều trị COVID-19. Bên cạnh đó còn là câu chuyện về những đứa trẻ chào đời ngay trong tâm dịch. | Trung tâm Phim tài liệu và phóng sự |

### Năm 2022
| Tập | Tháng | Tên chương trình | Ngày phát sóng | Dẫn chuyện/Nhân vật chính/Diễn viên chính | Nội dung | Sản xuất bởi                                 |
| --- | ----- | ---------------- | -------------- | ----------------------------------------- | --- | -------------------------------------------- |
| 63  | 12    | Bẫy              | 24 tháng 12    | Nhóm phóng viên VTV24                     | Phản ánh sự thật về các cơ sở lao động bất hợp pháp tại nước ngoài và những cay đắng người lao động đã phải chịu đựng. | Trung tâm Sản xuất và Phát triển nội dung số |

### Năm 2023
| Tập | Tháng | Tên chương trình       | Ngày phát sóng | Dẫn chuyện/Nhân vật chính/Diễn viên chính                            | Nội dung | Sản xuất bởi              |
| --- | ----- | ---------------------- | -------------- | -------------------------------------------------------------------- | --- | ------------------------- |
| 64  | 1     | Mẹ ngóng con về        | 23 tháng 1     | Mai Toàn Thắng và Đào Văn Thành                                      | Câu chuyện về hai người bạn thân Thắng và Thành, những người cùng đi du học nước ngoài, cùng là niềm hy vọng của gia đình, dòng họ nhưng hai lối rẽ khác nhau. Một người thất bại, sa vào cờ bạc trắng tay, lang thang bao năm trên đất người. Người còn lại đang có chuỗi nhà hàng ẩm thực Việt ở nhiều nước trên thế giới và có một gia đình ấm áp. | Trung tâm Phim tài liệu   |
| 65  | 7     | Mảnh ký ức             | 23 tháng 7     | Spencer Matteson, Kin Lo, Ivory Whitaker, Steve Harsett và Bob March | Câu chuyện của những cựu chiến binh Mỹ quyết định quay trở lại Việt Nam để giúp đỡ tìm kiếm những phần mộ liệt sỹ còn đang thất lạc tại trận địa Xuân Sơn, Bình Định năm xưa. | Ban Truyền hình Đối ngoại |
| 66  | 10    | Cây Linden mùa xanh lá | 1 tháng 10     |                                                                      | Được thực hiện nhằm kỷ niệm 50 năm ngày thiết lập quan hệ ngoại giao và 10 năm quan hệ đối tác chiến lược Việt Nam - Pháp, bộ phim kể về lịch sử hình thành của toà đại sứ Việt Nam tại Cộng hoà Pháp tại số 62 rue Boileau, 75016 Paris, ngôi nhà có tính biểu tượng của mối quan hệ ngoại giao Việt Nam và Pháp.                                    | Ban Truyền hình Đối ngoại |

### Năm 2024
| Tập | Tháng | Tên chương trình                                                                         | Ngày phát sóng | Dẫn chuyện/Nhân vật chính/Diễn viên chính | Nội dung | Sản xuất bởi              |
| --- | ----- | ---------------------------------------------------------------------------------------- | -------------- | ----------------------------------------- | --- | ------------------------- |
| 67  | 5     | Điện Biên Phủ - Nhìn từ nước Pháp (tên ban đầu: Điện Biên Phủ - Hành trình đến hòa bình) | 7 tháng 5      |                                           | Được thực hiện nhằm kỷ niệm 70 năm chiến thắng Điện Biên Phủ, bộ phim thể hiện một góc nhìn khác về trận chiến thông qua các tài liệu mật từ quân đội Pháp, phân tích những nguyên nhân, sai lầm và thất bại của quân đội Pháp tại trận Điện Biên Phủ để từ đó lý giải vì sao sức mạnh quân đội Pháp không thể chiến thắng trước quân đội nhân dân Việt Nam. | Ban Truyền hình Đối ngoại |
| 68  | 6     | Chuyện thế nhân (tập 1)                                                                  | 19 tháng 6     | Phạm Thế Nhân                             | Câu chuyện của gia đình anh Phạm Thế Nhân ở ven biển Quảng Bình, cũng là chuyện thế thái nhân tình trong cuộc đời. | Trung tâm Phim tài liệu   |
| 69  | 7     | Chuyện thế nhân (tập 2)                                                                  | 3 tháng 7      | Phạm Thế Nhân                             | Câu chuyện của gia đình anh Phạm Thế Nhân ở ven biển Quảng Bình, cũng là chuyện thế thái nhân tình trong cuộc đời. | Trung tâm Phim tài liệu   |

### Năm 2025
| Tập | Tháng | Tên chương trình                                    | Ngày phát sóng | Dẫn chuyện/Nhân vật chính/Diễn viên chính | Nội dung | Sản xuất bởi                             |
| --- | ----- | --------------------------------------------------- | -------------- | ----------------------------------------- | --- | ---------------------------------------- |
| 70  | 3     | Mứa bản                                             | 1 tháng 3      |                                           | Hành trình hồi sinh tái thiết của làng Nủ, Lào Cai sau thảm họa sạt lở đất do ảnh hưởng của cơn bão Yagi xảy ra tháng 9 năm 2024. | Ban Chuyên đề - Khoa giáo                |
| 71  | 4     | Cuộc đọ sức của ý chí (tập 1)                       | 25 tháng 4     | Craig McNamara                            | Craig McNamara, con trai của cựu Bộ trưởng Quốc phòng Hoa Kỳ Robert McNamara, cùng các chuyên gia, nhân chứng lịch sử tiết lộ những bí mật liên quan đến cuộc chiến tranh tại Việt Nam. | Ban Truyền hình Đối ngoại                |
| 72  | 4     | Cuộc đọ sức của ý chí (tập 2)                       | 30 tháng 4     | Craig McNamara                            | Craig McNamara, con trai của cựu Bộ trưởng Quốc phòng Hoa Kỳ Robert McNamara, cùng các chuyên gia, nhân chứng lịch sử tiết lộ những bí mật liên quan đến cuộc chiến tranh tại Việt Nam. | Ban Truyền hình Đối ngoại                |
| 73  | 4     | Hành trình thống nhất                               | 29 tháng 4     |                                           | Quá trình hòa giải, hàn gắn những vết thương chiến tranh của những gia đình có người thân từng ở hai lực lượng đối lập, Quân Giải phóng miền Nam và Quân lực Việt Nam Cộng hòa. | Trung tâm THVN tại Thành phố Hồ Chí Minh |
| 74  | 4     | Hàn gắn                                             | 30 tháng 4     | Bob Judson và Dan Aguar                   | Hành trình hàn gắn vết thương chiến tranh thông qua lời kể của hai nhà làm phim người Mỹ cùng các nhân chứng lịch sử. | Ban Văn hóa - Giải trí                   |
| 75  | 5     | Buổi phát sóng lịch sử                              | 1 tháng 5      |                                           | Câu chuyện về buổi phát sóng của Vô tuyến Truyền hình Việt Nam tại miền Nam trong ngày đầu tiên thống nhất đất nước. | Ban Chuyên đề - Khoa giáo                |
| 76  | 6     | Nhà báo Nguyễn Ái Quốc: Giải mã hồ sơ mật thám Pháp | 18 tháng 6     |                                           | Được thực hiện nhân dịp kỷ niệm 100 năm ngày Báo chí cách mạng Việt Nam, bộ phim khắc họa chân dung nhà báo Nguyễn Ái Quốc trong hành trình dùng ngòi bút báo chí cất lên tiếng nói mạnh mẽ nhằm đấu tranh cho các dân tộc thuộc địa, cổ vũ tinh thần yêu nước, khơi dậy tinh thần cách mạng. | Ban Truyền hình Đối ngoại                |

## Đón nhận
Đa số các chương trình VTV Đặc biệt đều được khán giả đón nhận rất tích cực, trong đó nổi bật là Hành trình của sự sống và cái chết, Ký sự Syria,...Tuy nhiên, một số chương trình đã nảy sinh tranh cãi, đặc biệt là Ký sự Syria, khi có nhiều ý kiến cho rằng ký sự chưa khắc họa hết và đúng về bản chất của cuộc chiến tranh Syria.
Phim tài liệu "Hai đứa trẻ" phát sóng lần đầu ngày 4 tháng 12 năm 2016, sau khi được đưa lên Facebook đã tạo nên sức hút rất mạnh. Vì thế, Đài Truyền hình Việt Nam quyết định phát sóng lại bộ phim này trong khung giờ VTV Đặc biệt tháng 1 năm 2017, đưa đến việc tháng 1 năm 2017 có 2 chương trình VTV Đặc biệt.